# Adrien Floch
Pour les articles homonymes, voir Floc'h.
Adrien Floch, né en 1977, est un dessinateur de bandes dessinées français.

## Biographie
En 2006, il participe à l'album collectif Lettres et Carnets du front 1914-1918 (dessin), premier tome de la série Paroles de Poilus (Soleil Productions) puis au second tome, ainsi qu'à un autre album collectif Les Chansons de Pascal Obispo en BD (dessin).

## Publications
- Les Naufragés d'Ythaq[3] (série, 16 albums + making of + INT) avec Christophe Arleston
- La Véritable Histoire des Krashmonsters[4]
- Slhoka - T1, 2 & 3[5]
- Fatal Jack  avec Djian

T1. Le programmeur programmé, 1997
T2. Dirty Fatal Jack, 1998
T3. Rosebud, 1999
- Cixi de Troy - T3 avec Christophe Arleston et Olivier Vatine
- Paroles de Poilus (Soleil Productions)

1.Lettres et Carnets du front 1914-1918 (scénario et dessin), ouvrage collectif, premier tome de la série (2006)
2. 1914-1918, mon papa en guerre (dessin), ouvrage collectif, deuxième tome de la série (2012)
Intégrale 1914-1918 (2015)
- Les Chansons de Pascal Obispo en BD[2], collectif (dessin), Soleil, 2006
- Sangre, avec Christophe Arleston (scénario), Soleil Productions

T1 Sangre la Survivante,, 2016
T2. Fesolggio l'inexorable fâcheux,, 2017

## Prix
- 2005 :  Prix Saint-Michel du meilleur dessin pour Les Naufragés d'Ythaq, t. 1 : Terra incognita